# Corpos estranhos retais
Corpos estranhos retais são grandes corpos estranhos encontrados no reto que podem ser assumidos como inseridos através do ânus, em vez de terem alcançado o reto pela boca e pelo trato gastrointestinal. Podem ter relevância clínica se o paciente não conseguir removê-los conforme pretendido. Corpos estranhos menores, ingeridos, como ossos consumidos com alimentos, às vezes são detectados presos no reto em radiografia e raramente têm relevância clínica.
Corpos estranhos retais são um subgrupo de corpos estranhos no trato gastrointestinal.

## Sinais e sintomas
Se o corpo estranho for grande demais para permitir a passagem de fezes do cólon, pode ocorrer um íleo mecânico. A distensão do reto e a interrupção da peristalse reforçam esse efeito.
O corpo estranho pode causar infecções, destruindo a parede intestinal. Dependendo da localização da perfuração, isso pode levar a uma peritonite devido às fezes ou a um abscesso no espaço retroperitoneal.
Objetos menores que lesionam a parede intestinal, mas não a perfuram, podem ser encapsulados por um granuloma de corpo estranho. Podem permanecer no reto como um pseudotumor sem quaisquer efeitos adicionais.

### Complicações
A complicação mais comum – embora ainda rara – é a perfuração do reto causada pelo próprio objeto estranho ou por tentativas de removê-lo. Perfurações diagnosticadas são operadas imediatamente pela abertura do abdome e remoção ou sutura da área perfurada. Para suprimir infecções, são prescritos antibióticos. Frequentemente, é necessária uma ileostomia temporária para proteger os pontos. Após a aplicação de meio de contraste por enema comprovar a cicatrização completa da área perfurada, a ileostomia é revertida. Isso geralmente leva entre três e seis meses. A internação média é de 19 dias.
A literatura médica descreve algumas mortes devido a corpos estranhos retais, mas são muito raras e geralmente classificadas como fatalidade autoerótica. Um paciente de 75 anos morreu devido a uma perfuração retal causada por uma pessoa mentalmente enferma usando uma bengala. Outro paciente de meia-idade morreu devido a uma perfuração retal provocada por um vibrador. A perfuração foi suturada e o paciente recebeu cuidados intensivos, mas contraiu síndrome do desconforto respiratório agudo e síndrome da resposta inflamatória sistêmica em decorrência do trauma, resultando em disfunção de múltiplos órgãos e morte. Há um artigo descrevendo uma morte após perfuração com uma shoehorn. O reto deve ser cuidado após um procedimento cirúrgico até a cicatrização completa. Um homem de 54 anos, que havia sido operado duas vezes para remover um corpo estranho (um pepino e uma pastinaca), morreu devido a uma peritonite depois de inserir duas maçãs no reto antes que a ferida tivesse cicatrizado.

## Causas
As razões para corpos estranhos retais variam amplamente, mas na maioria dos casos são de motivação sexual ou criminosa. O corpo estranho foi inserido voluntariamente na grande maioria dos casos. Isso inclui especialmente comportamentos de motivação sexual, que abrangem a maioria dos casos. Bodypacking, ou seja, transporte ilegal de drogas dentro de um orifício corporal (neste caso: o reto), é outro motivo — potencialmente — voluntário para inserção de corpos estranhos retais. Isso inclui tentativas de transportar objetos como armas, incluindo facas, ou munições. Segundo um estudo, estímulo sexual foi responsável por 80% dos corpos estranhos retais clinicamente relevantes. Cerca de 10% dos casos se deveram a agressão sexual.
Em casos raros, o paciente inseriu o objeto no reto sem forma de removê-lo, pretendendo receber atenção e piedade de médicos e enfermeiros. Esse comportamento é classificado como síndrome de Munchausen.
Outra causa pode ser tentativa de auto-tratamento de doenças. Um paciente tentou tratar sua diarreia crônica inserindo um sabugo de milho no reto. Outro paciente tentou aliviar a coceira devido às suas hemorroidas (pruritus ani) com uma escova de dentes. A escova saiu do controle e desapareceu dentro de seu ânus.
Acidentes ou tortura podem causar inserção involuntária de corpo estranho. Um termômetro médico de mercúrio inserido no ânus para medir a temperatura, mas quebrou-se durante o processo, ficando retido, é um exemplo de corpo estranho retal devido a acidente. Na Grécia Antiga, a Rafanidose era um castigo para adúlteros masculinos que envolvia a inserção de um rabanete no ânus. Muitas inserções auto-infligidas são relatadas pelos pacientes como acidentais devido ao sentimento de vergonha.
Há várias razões que contribuem para o emperramento de corpos estranhos dentro do reto. Muitos objetos usados para estimulação sexual têm ponta cônica para facilitar a penetração, enquanto a base é plana. A extração pelo próprio usuário pode ser impossível se a base do objeto ultrapassar o ânus em direção ao reto. Para receber estimulação mais forte, o objeto pode ser inserido mais profundamente do que o pretendido. Nesse caso, o esfíncter impede mecanicamente a extração do corpo estranho.

### Via oral
A outra forma de um corpo estranho percorrer todo o trato digestório (após ingestão oral e passagem por todo o intestino) ocorre com frequência, mas raramente é relevante do ponto de vista clínico. Outras estreitamentos, como esôfago, cárdia, piloro ou válvula ileocecal tendem a causar problemas em outros órgãos, caso o corpo estranho seja grande o suficiente. Alguns corpos estranhos ainda conseguem passar por esses estreitamentos e podem causar complicações relevantes, como palitos de dente e ossos. Ossos, especialmente de frango, causam cerca de dois terços de todas as perfurações intestinais.
Alimentos de origem vegetal, especialmente pipoca, melancia, girassol e abóbora, podem se aglomerar nos intestinos inferiores para formar bezoares. Estes podem crescer demais para a passagem anal normal, tornando-se clinicamente relevantes. Esse tipo de corpo estranho retal ocorre principalmente em crianças, especialmente no Norte da África e no Oriente Médio, onde essas sementes fazem parte elementar da dieta. Em casos muito raros, sementes dentro de um bezoar podem germinar dentro dos intestinos inferiores ou do reto, causando bloqueio.

### Objetos
- Tipo e tamanho dos corpos estranhos retais são diversos e podem ultrapassar a imaginação anatômico-fisiológica.[11]
- Objetos documentados na literatura incluem:
- Navalha, parafuso, chave de fenda, estojo de ferramentas enrolado pequeno (15×12 cm, incluindo ferramentas de 620 g), grampo de cabelo, abridor de lata de leite, broca
- Varetas curtas, como perna de cadeira de 27 cm, cabo de pá de 19 cm e cabo de vassoura quebrado, partes de extensão de aspirador de pó
- Recipientes, às vezes superiores a 0,5 L de volume, ex. garrafas de champanhe, garrafas de Coca-Cola, potes de geleia, copos de cerveja pequenos, xícaras
- Lata de spray, lâmpada, tubo a vácuo, vela
- Munição da II Guerra Mundial exigindo atenção de equipe antibombas[25]
- Bola de tênis de mesa, bola de boccia
- munição, bombinha
- vibrador, haste de borracha, dildo
- um carrinho de brinquedo
- óculos, chave de mala, estojo de tabaco e revista ao mesmo tempo
- Estojo de escova de dentes de plástico[3][9][10][11][26]

Não são todos os objetos sólidos. Em 1987, foi documentado um caso de paciente que administrou um cimento por enema. Depois que solidificou e impactou, o bloco resultante teve de ser extraído cirurgicamente. Outro caso extremo ocorreu em novembro de 1953. Um homem deprimido inseriu um tubo de papelão de 15 cm no reto e lançou uma bombinha acesa na abertura do tubo, resultando em um grande orifício no reto.

## Diagnóstico
Muitos pacientes sentem vergonha durante a anamnesis e fornecem informações apenas relutantemente. Isso pode levar à falta de dados importantes para a terapia. Pelo mesmo motivo, pacientes podem não procurar médico até muito tarde. Atendimento confiante e sensível a pacientes envergonhados e desconfortáveis é fundamental para uma terapia bem-sucedida e pode salvar vidas.
Normalmente, várias imagens radiológicas são registradas para localizar com precisão o lugar e a profundidade do corpo estranho. Isso geralmente é feito por raio-X. Corpos estranhos feitos de material de baixo contraste (por ex. plástico) podem exigir ultrassom médico ou uma tomografia computadorizada. ressonância magnética é contraindicada, especialmente se o corpo estranho for desconhecido. Corpos estranhos retais podem penetrar profundamente no cólon, em certas circunstâncias até a flexura cólica direita.
Uma endoscopia, que também pode ser útil durante a terapia, facilita a identificação e localização do objeto dentro do reto.
Informações sobre o corpo estranho obtidas por esses métodos são de alta relevância durante a terapia, pois deve-se evitar absolutamente uma perfuração do reto ou do ânus.

## Tratamento

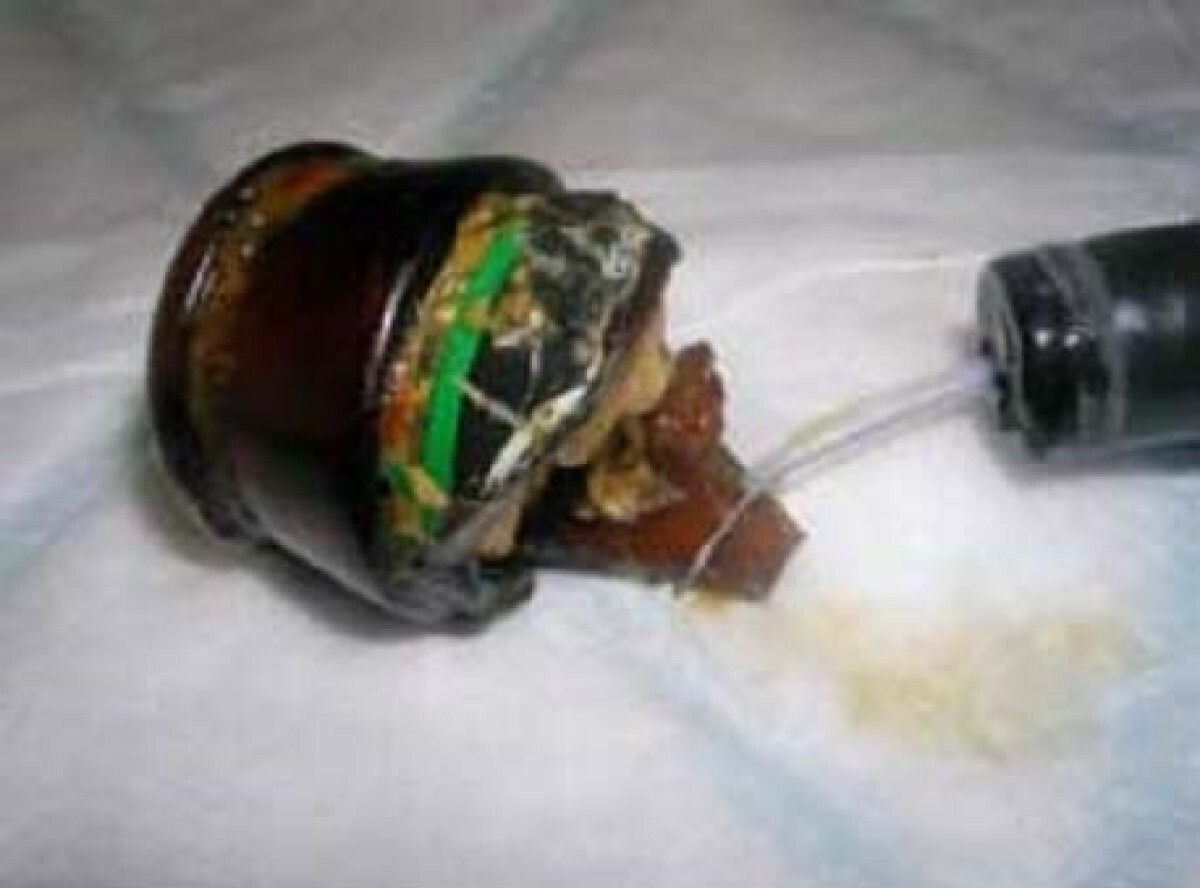
Laço endoscópico com fragmento de uma garrafa de vidro.

As medidas terapêuticas para remover o corpo estranho podem ser tão diversas quanto os objetos presentes no reto. Em muitas situações, os corpos estranhos são feitos de materiais frágeis, como vidro. A maioria dos pacientes aguarda várias horas ou até dias antes de procurar um médico. Antes disso, frequentemente tentam remover o objeto sozinhos ou por leigos, o que geralmente piora a situação para uma extração bem-sucedida.
Na maioria dos casos, o corpo estranho pode ser removido por via endoscópica. Vibradores, por exemplo, muitas vezes são removidos usando um grande laço geralmente empregado na remoção de pólipos durante colonoscopia. Um endoscópio flexível pode não ser útil com objetos grandes e impactados. Nesses casos, pode ser preferível usar instrumentos rígidos.
Houve casos em que instrumentos utilizados em parto se mostraram eficazes na remoção de corpos estranhos, como fórceps e ventosa. Objetos de madeira foram recuperados com saca-rolhas e copos após preenchimento com gesso. Uma colher pode ser usada como "âncora" ao deixá-la dentro do copo durante o preenchimento com gesso, removendo-se junto com o copo. Lâmpadas são envolvidas em gaze, quebradas no reto e extraídas.
Houve casos bem-sucedidos usando coagulação por plasma de argônio. O objeto era uma maçã verde embrulhada em celofane dentro do reto de um paciente de 44 anos. A coagulação por feixe de argônio encolheu a maçã em mais de 50%, possibilitando sua extração. Tentativas anteriores usando ferramentas endoscópicas falharam devido à superfície plana do objeto.
Se o objeto estiver muito alto, na região do cólon sigmoide, e não puder ser removido usando um dos métodos acima, repouso no leito e sedação podem fazer com que o objeto desça de volta ao reto, onde a retirada e extração são mais fáceis.
Em casos difíceis, pode ser necessária uma laparotomia. Estatísticas indicam que isso ocorre em cerca de 10% dos pacientes. O intestino grosso pode ser manipulado dentro da cavidade abdominal, permitindo deslocar o objeto em direção ao ânus para ser agarrado. A abertura cirúrgica do intestino grosso pode ser indicada em casos muito difíceis, especialmente se a manipulação do objeto representar sério risco à saúde. Isso pode ser o caso com um preservativo de drogas impactado.

### Anestesia
Casos leves podem necessitar apenas de sedação. Anestesia local e espinhal são de uso comum. Intervenções difíceis podem requerer anestesia geral; a abertura cirúrgica da cavidade abdominal ou do cólon demanda-a. A anestesia geral pode ser benéfica para o relaxamento do esfíncter.

### Pós-operatório
Após a cirurgia, uma sigmoidoscopia – uma colonoscopia focada nos primeiros 60 cm do cólon – é prática recomendada para descartar perfuração e lesão do reto e do cólon sigmoide. Cuidados hospitalares contínuos podem ser indicados.

### Exemplos
| Object                                        | Procedure                             | Anaesthesia         | Source |
| --------------------------------------------- | ------------------------------------- | ------------------- | ------ |
| Ball pen                                      | Polypectomy sling                     | N.A.                | [ 38 ] |
| Water-filled balloon                          | Punction                              | N.A.                | [ 39 ] |
| Chicken bone                                  | Polypectomy sling                     | N.A.                | [ 40 ] |
| Toothpick                                     | Polypectomy sling                     | N.A.                | [ 41 ] |
| Apple in cellophane                           | Defragmentation using APC             | none                | [ 36 ] |
| Glass bottle                                  | Biopsy forceps                        | General anaesthesia | [ 32 ] |
| Vibrator                                      | Polypectomy sling                     | none                | [ 32 ] |
| Vial                                          | Sengstaken–Blakemore tube             | N.A.                | [ 42 ] |
| Vial                                          | Polypectomy sling                     | N.A.                | [ 43 ] |
| Enema tip                                     | Polypectomy sling                     | N.A.                | [ 43 ] |
| Vibrator                                      | Biopsy forceps                        | N.A.                | [ 43 ] |
| Pencil                                        | Polypectomy sling                     | N.A.                | [ 44 ] |
| Iron rod                                      | Two-channel endoscope and wires       | N.A.                | [ 45 ] |
| Bottleneck                                    | Foley catheter                        | General anaesthesia | [ 46 ] |
| Spray tank                                    | Achalasy balloon                      | None                | [ 37 ] |
| Sponge-like toy ball                          | Suction cup                           | General anaesthesia | [ 47 ] |
| Vibrator                                      | Forceps and anal dilation             | Local anaesthesia   | [ 48 ] |
| Vibrator                                      | Hooked tongs                          | Local anaesthesia   | [ 49 ] |
| Bottle of aftershave                          | Bone holding forceps with rubber feet | Spinal anaesthesia  | [ 50 ] |
| Chicken bone                                  | Fingers                               | None                | [ 19 ] |
| Aerossol-can cap                              | Grasping forceps and anal dilation    | General anaesthesia | [ 51 ] |
| Vase                                          | Filling with plaster                  | General anaesthesia | [ 52 ] |
| Glass container                               | Extraction using plaster              | Spinal anaesthesia  | [ 53 ] |
| Glass container                               | Tracheal tube                         | Local anaesthesia   | [ 54 ] |
| Apple                                         | Two-handed manipulation               | Local anaesthesia   | [ 55 ] |
| Glass container                               | Foley catheter                        | General anaesthesia | [ 56 ] |
| Glass bottle                                  | Suction cup                           | General anaesthesia | [ 29 ] |
| 100-watt electric bulb                        | Three Foley catheters                 | N.A.                | [ 57 ] |
| Thermometer                                   | Biopsy forceps                        | General anaesthesia | [ 32 ] |
| Vibrator                                      | transanal Kocher's forceps            | Local anaesthesia   | [ 32 ] |
| Bowling bottle (Bottle in the shape of a pin) | Forceps                               | General anaesthesia | [ 32 ] |
| Perfume bottle                                | manual                                | Spinal anaesthesia  | [ 10 ] |
| Piece of wood                                 | manual                                | General anaesthesia | [ 58 ] |
| Toothbrush container                          | Fogarty catheter                      | N.A.                | [ 59 ] |
| Oven mitt                                     | Forceps, after anal dilation          | General anaesthesia | [ 60 ] |
| Drainpipe                                     | forceps in childbirth                 | General anaesthesia | [ 33 ] |
| Pétanque ball                                 | Electromagnet                         | General anaesthesia | [ 61 ] |
| Carrot                                        | Myoma lifter                          | N.A.                | [ 62 ] |
| Glass object                                  | Suction cup                           | Spinal anaesthesia  | [ 34 ] |
| Rubber ball                                   | manual extraction after anal dilation | General anaesthesia | [ 63 ] |
| Wooden staff                                  | Two-handed anal dilation              | Spinal anaesthesia  | [ 63 ] |
| Bottle                                        | manual after anal dilation            | General anaesthesia | [ 64 ] |
| Dildo                                         | Myoma lifter                          | N.A.                | [ 65 ] |
| Light bulb                                    | Abdominal compression                 | Spinal anaesthesia  | [ 66 ] |
| APC = Argon beam-coagulation                  |                                       |                     |        |
| N.A. = Not available                          |                                       |                     |        |
| Source:                                       |                                       |                     |        |

## Epidemiologia
Não há dados confiáveis sobre a incidência de corpos estranhos retais clinicamente relevantes. Pode ter aumentado a longo prazo conforme observado com mais frequência nos tempos recentes.
A taxa de ocorrência é significativamente maior em homens do que em mulheres, com razão de aproximadamente 28:1. Uma metanálise de 2010 encontrou razão de 37:1. A idade mediana dos pacientes foi de 44,1 anos, com desvio padrão de 16,6 anos. Corpos estranhos retais não são ocorrências incomuns em pronto-socorros hospitalares.
O primeiro caso documentado data do século XVI.

## Outros animais
Corpos estranhos retais são raros na medicina veterinária. A passagem por todo o trato gastrointestinal, seguida de permanência no reto, é – como em humanos – rara. Animais podem formar bezoares de diferentes materiais, que podem migrar para o reto e causar problemas.

## Prêmio Ig Nobel
O Prêmio Ig Nobel foi concedido em 1995 a David B. Busch e James R. Starling de Madison, Wisconsin, pelo artigo de 1986 Rectal foreign bodies: Case Reports and a Comprehensive Review of the World's Literature (ver Lista de vencedores do Prêmio Ig Nobel).